# Hapeville
Hapeville es una ciudad ubicada en el condado de Fulton, Georgia, Estados Unidos. Según el censo de 2020, tiene una población de 6553 habitantes.
La localidad está situada a unos 11 kilómetros del centro de la ciudad de Atlanta.
Desde 2005, Hapeville ha experimentado una gentrificación significativa, comenzando con el vecindario de Virginia Park y luego extendiéndose por toda la ciudad. Hapeville ha sido descubierto por jóvenes profesionales que buscan vecindarios históricos cerca del centro de Atlanta, y ha habido una gran cantidad de nuevas construcciones residenciales, incluidas viviendas unifamiliares, casas adosadas y apartamentos de lujo. Este nuevo desarrollo residencial ha dado lugar a un centro histórico revivido.
La ciudad también ha sido descubierta por la comunidad artística del área metropolitana de Atlanta, y una colonia de artistas ha ido tomado forma con el nombre de Hapeville Arts Alliance.
El distrito histórico de Hapeville está incluido en el Registro Nacional de Lugares Históricos.
Por su cercanía con el aeropuerto de Atlanta, tiene un hotel cuatro estrellas de la cadena Best Western.

## Demografía
En el 2000, el ingreso promedio de un hogar era de $34 158 y el ingreso promedio de una familia era de $37 647. El ingreso per cápita para la localidad era de $15 793. Los hombres tenían un ingreso per cápita de $25 127 contra $23 766 para las mujeres.
Según la estimación 2015-2019 de la Oficina del Censo, el ingreso promedio de un hogar es de $44 881 y el ingreso promedio de una familia es de $44 293. El ingreso per cápita de la localidad en los últimos doce meses, medido en dólares de 2019, es de $24 546.
La mayoría de la población son afroamericanos (36.43 %). Los blancos constituyen la segunda mayoría (27.68 %). Del total de la población, el 31.53 % es de origen hispano o latino.

## Geografía
La ciudad está ubicada en las coordenadas 33°39′39″N 84°24′34″O / 33.66083, -84.40944 (33.660873, -84.409321).
Según la Oficina del Censo, la localidad tiene un área total de 6,23 km², correspondientes en su totalidad a tierra firme.